# ミュージックグリッド
株式会社ミュージックグリッド（MusicGrid ,Inc.）は、かつて渋谷区に本社を置きオンデマンドでCDを製造・販売していた企業。MEG-CDサービスを運営していた。2021年7月12日付けで会社解散・清算結了の登記手続きが完了して解散した。

## 事業内容
「MEG-CD®」システムの開発・販売、サービスの提供。
廃盤楽曲や未CD化レコード音源などをCDパッケージとして復刻・販売する、インターネットを利用した新しい音楽流通サービスである。
店頭にてユーザーから注文を受け、その場で専用のCD-Rに記録し、ジャケット／歌詞カード及びCDレーベルの印刷を行う専用機器を販売し、そのシステムの運営を行っていた。
ミュージックグリッドの法人清算後のMEG-CDサービスに関してはビクターエンタテインメント（二代目法人、旧：JVCケンウッド・ビクターエンタテインメント）が「LABEL ON DEMAND」(レーベル・オン・デマンド)というサービス名に改称し、2024年現在も継続している。

## 会社概要
- 商号：株式会社ミュージックグリッド
- 本社所在地：東京都渋谷区恵比寿2－16－12
- 代表取締役：境　弘邦

### スタッフ
- 創業者の境弘邦は日本コロムビア邦楽レコード部門の出身者であり美空ひばりのプロデュースを約10年に渡って担当して来た。